# Розсохувата (притока Корсуні)
Розсохувата (Росоховата, рос. Балка Разсоховата) — річка в Україні, у Донецькій області. Ліва притока Корсуня (басейн Азовського моря).

## Опис
Довжина річки 12 км, похил річки 8,8 м/км, найкоротша відстань між витоком і гирлом — 9,88 км, коефіцієнт звивистості річки — 1,22. Площа басейну водозбору 40,2 км².

## Розташування
Бере початок на південно-східній околиці Горлівки. Тече переважно на південний захід через село Новоселівку і у селищі Корсунь впадає у річку Корсунь, праву притоку Кринки.
Населені пункти вздовж берегової смуги: Софіївка, Старопетрівське.
У селищі Корсунь річку перетинає євроавтошлях E50М04. У верхів'ї на лівому березі річки розташований лісовий заказник Софіївське урочище.